# Tim Hardaway
Timothy Duane «Tim» Hardaway (Chicago, Illinois, 1 de septiembre de 1966) es un exjugador de baloncesto estadounidense que disputó 13 temporadas en la NBA. Con 1,83 metros de altura, jugaba en la posición de base.
Es el padre del también jugador Tim Hardaway Jr..

## Trayectoria deportiva

### Universidad
Tim asistió a la Universidad de Texas-El Paso donde jugó durante 4 temporadas con los Miners. En la última de ellas, en 1989, ganó el premio Frances Pomeroy Naismith Award, destinado al mejor jugador universitario cuya talla no exceda de 6 pies (1,83 m). Promedió en su etapa universitaria 11,7 puntos y 4,5 asistencias por partido.

### Profesional
Fue elegido en el Draft de la NBA de 1989 en la decimocuarta posición por los Golden State Warriors. En su primera temporada tuvo que lucir la camiseta con el número 5, en vez del que había usado toda su vida, el 10, ya que en ese momento era propiedad de Manute Bol. Una vez que el sudanés dejó el equipo, Hardaway heredó su número. Consiguió entrar en el mejor quinteto de rookies, tras promediar 14,7 puntos y 8,7 asistencias, jugando desde el primer momento de titular. Formó parte en los Warriors de lo que se denominó el Run TMC, un juego de palabras basado en el famoso grupo de rap Run DMC, que era el trío de jugadores anotadores del equipo, él mismo, Chris Mullin y Mitch Richmond. Jugó con los Warriors hasta mediados de la temporada 1995-96, cuando fue traspasado a Miami Heat.
En Florida (1996-2001) se encontró con el pívot Alonzo Mourning, y juntos llevaron a los Heat a realizar sus mejores temporadas hasta ese momento. Fue candidato al MVP en su primera temporada completa en Miami, tras promediar ese año 20,3 puntos y 8,6 asistencias.
Ya con 35 años, y con problemas continuos de lesiones, fue traspasado a Dallas Mavericks, donde no completó su primera temporada, siendo traspasado de nuevo a Denver Nuggets, donde apenas jugó 14 partidos. En 2002, mientras jugaba para los Nuggets, Hardaway fue suspendido por dos juegos y la liga lo multó con $10.000 cuando arrojó un monitor de televisión a la cancha.
Su última temporada transcurrió en Indiana Pacers, donde, acuciado por las lesiones, solo jugó 10 partidos más. Se retiró en 2003 con 36 años.
Hardaway fue el segundo jugador de la historia, tras Oscar Robertson, que más rápido alcanzó las cifras de 5000 puntos y 2500 asistencias. Robertson empleó 247 partidos, por 262 de Tim.

### Selección nacional
En el año 2000 acudió con la selección de baloncesto de Estados Unidos a las Olimpiadas de Sídney, donde consiguieron la medalla de oro.

### Tras la retirada
Hardaway desempeñó un papel de jugador-entrenador para los Florida Pit Bulls de la nueva ABA, en la temporada 2005-06.
En septiembre de 2009, jugó un partido de exhibición en el 2009 NBA Asia Challenge, con el equipo "NBA Generations" frente a un combinado de jugadores de la Korean Basketball League y la Philippine Basketball Association.
En octubre de 2009 su camiseta con el número 10 fue retirada como homenaje por los Miami Heat, siendo el segundo jugador del equipo que recibe tal honor tras Alonzo Mourning.
En febrero de 2013, su equipo universitario, los UTEP Miners, retiraron su dorsal número 10.
El 7 de agosto de 2014, se anunció que Hardaway se uniría al cuerpo técnico de los Detroit Pistons, como entrenador asistente. Puesto en el que se mantuvo hasta 2018.
En abril de 2022 se anunció su inclusión en el Basketball Hall of Fame.
En mayo de 2022, firma como ojeador de los New York Knicks.

## Estadísticas de su carrera en la NBA

### Temporada regular
| Temporada | Edad | Equipo                | Liga | P   | TIT | MIN  | TC  | TCA  | %TC  | 3P  | 3PA | %3P  | TL  | TLA | %TL  | R.OF. | R.DEF. | REB | ASIS | ROB | TAP | PER | FP  | PTS  |
| 1989-90   | 23   | Golden State Warriors | NBA  | 79  | 78  | 33.7 | 5.9 | 12.5 | .471 | 0.3 | 1.1 | .274 | 2.7 | 3.5 | .764 | 0.7   | 3.2    | 3.9 | 8.7  | 2.1 | 0.2 | 3.3 | 2.9 | 14.7 |
| 1990-91   | 24   | Golden State Warriors | NBA  | 82  | 82  | 39.2 | 9.0 | 18.9 | .476 | 1.2 | 3.1 | .385 | 3.7 | 4.6 | .803 | 1.1   | 3.0    | 4.0 | 9.7  | 2.6 | 0.1 | 3.3 | 2.8 | 22.9 |
| 1991-92   | 25   | Golden State Warriors | NBA  | 81  | 81  | 41.1 | 9.1 | 19.7 | .461 | 1.6 | 4.6 | .338 | 3.7 | 4.8 | .766 | 1.0   | 2.8    | 3.8 | 10.0 | 2.0 | 0.2 | 3.3 | 2.6 | 23.4 |
| 1992-93   | 26   | Golden State Warriors | NBA  | 66  | 66  | 39.5 | 7.9 | 17.7 | .447 | 1.5 | 4.7 | .330 | 4.1 | 5.6 | .744 | 0.9   | 3.1    | 4.0 | 10.6 | 1.8 | 0.2 | 3.3 | 2.3 | 21.5 |
| 1994-95   | 28   | Golden State Warriors | NBA  | 62  | 62  | 37.4 | 6.9 | 16.2 | .427 | 2.7 | 7.2 | .378 | 3.5 | 4.6 | .760 | 0.7   | 2.3    | 3.1 | 9.3  | 1.4 | 0.2 | 3.5 | 2.5 | 20.1 |
| 1995-96   | 29   | TOTAL                 | NBA  | 80  | 46  | 31.7 | 5.2 | 12.4 | .422 | 1.7 | 4.7 | .364 | 3.0 | 3.8 | .790 | 0.4   | 2.4    | 2.9 | 8.0  | 1.7 | 0.2 | 2.9 | 2.5 | 15.2 |
| 1995-96   | 29   | Golden State Warriors | NBA  | 52  | 18  | 28.6 | 4.9 | 11.7 | .421 | 1.6 | 4.5 | .366 | 2.7 | 3.5 | .769 | 0.4   | 2.1    | 2.5 | 6.9  | 1.4 | 0.2 | 2.4 | 2.5 | 14.1 |
| 1995-96   | 29   | Miami Heat            | NBA  | 28  | 28  | 37.4 | 5.9 | 13.8 | .425 | 1.9 | 5.3 | .361 | 3.6 | 4.4 | .821 | 0.5   | 3.0    | 3.5 | 10.0 | 2.1 | 0.2 | 3.9 | 2.5 | 17.2 |
| 1996-97   | 30   | Miami Heat            | NBA  | 81  | 81  | 38.7 | 7.1 | 17.1 | .415 | 2.5 | 7.3 | .344 | 3.6 | 4.5 | .799 | 0.6   | 2.8    | 3.4 | 8.6  | 1.9 | 0.1 | 2.8 | 2.0 | 20.3 |
| 1997-98   | 31   | Miami Heat            | NBA  | 81  | 81  | 37.4 | 6.9 | 16.0 | .431 | 1.9 | 5.5 | .351 | 3.2 | 4.1 | .781 | 0.6   | 3.1    | 3.7 | 8.3  | 1.7 | 0.2 | 2.8 | 2.5 | 18.9 |
| 1998-99   | 32   | Miami Heat            | NBA  | 48  | 48  | 36.9 | 6.3 | 15.7 | .400 | 2.3 | 6.5 | .360 | 2.5 | 3.1 | .812 | 0.3   | 2.9    | 3.2 | 7.3  | 1.2 | 0.1 | 2.7 | 2.1 | 17.4 |
| 1999-00   | 33   | Miami Heat            | NBA  | 52  | 52  | 32.2 | 4.7 | 12.3 | .386 | 1.8 | 4.9 | .367 | 2.1 | 2.6 | .827 | 0.5   | 2.4    | 2.9 | 7.4  | 0.9 | 0.1 | 2.3 | 2.2 | 13.4 |
| 2000-01   | 34   | Miami Heat            | NBA  | 77  | 77  | 33.9 | 5.3 | 13.5 | .392 | 2.5 | 6.7 | .366 | 1.9 | 2.4 | .801 | 0.3   | 2.3    | 2.6 | 6.3  | 1.2 | 0.1 | 2.5 | 2.0 | 14.9 |
| 2001-02   | 35   | TOTAL                 | NBA  | 68  | 16  | 23.5 | 3.3 | 9.1  | .365 | 1.8 | 5.2 | .347 | 1.1 | 1.4 | .794 | 0.2   | 1.6    | 1.8 | 4.1  | 0.8 | 0.1 | 1.6 | 1.6 | 9.6  |
| 2001-02   | 35   | Dallas Mavericks      | NBA  | 54  | 2   | 23.6 | 3.3 | 9.1  | .362 | 1.8 | 5.2 | .341 | 1.2 | 1.4 | .833 | 0.2   | 1.6    | 1.8 | 3.7  | 0.7 | 0.1 | 1.4 | 1.6 | 9.6  |
| 2001-02   | 35   | Denver Nuggets        | NBA  | 14  | 14  | 23.2 | 3.4 | 9.0  | .373 | 2.0 | 5.4 | .373 | 0.9 | 1.4 | .632 | 0.1   | 1.9    | 1.9 | 5.5  | 1.2 | 0.1 | 2.7 | 1.8 | 9.6  |
| 2002-03   | 36   | Indiana Pacers        | NBA  | 10  | 0   | 12.7 | 1.8 | 4.9  | .367 | 1.1 | 3.1 | .355 | 0.2 | 0.4 | .500 | 0.1   | 1.4    | 1.5 | 2.4  | 0.9 | 0.0 | 1.1 | 0.8 | 4.9  |
| Total     |      |                       | NBA  | 867 | 770 | 35.3 | 6.5 | 15.1 | .431 | 1.8 | 5.0 | .355 | 2.9 | 3.8 | .782 | 0.6   | 2.7    | 3.3 | 8.2  | 1.6 | 0.1 | 2.9 | 2.3 | 17.7 |

### Playoffs
| Temporada | Edad | Equipo                | Liga | P  | TIT | MIN  | TC   | TCA  | %TC  | 3P  | 3PA | %3P  | TL  | TLA | %TL  | R.OF. | R.DEF. | REB | ASIS | ROB | TAP | PER | FP  | PTS  |
| 1990-91   | 24   | Golden State Warriors | NBA  | 9  |     | 44.0 | 10.0 | 20.6 | .486 | 1.9 | 5.3 | .354 | 3.3 | 4.2 | .789 | 0.6   | 3.1    | 3.7 | 11.2 | 3.1 | 0.8 | 2.8 | 2.4 | 25.2 |
| 1991-92   | 25   | Golden State Warriors | NBA  | 4  |     | 44.0 | 8.0  | 20.0 | .400 | 2.5 | 7.3 | .345 | 6.0 | 9.3 | .649 | 1.5   | 2.3    | 3.8 | 7.3  | 3.3 | 0.0 | 3.5 | 3.5 | 24.5 |
| 1995-96   | 29   | Miami Heat            | NBA  | 3  |     | 36.7 | 6.7  | 14.3 | .465 | 2.7 | 7.3 | .364 | 1.7 | 2.3 | .714 | 0.3   | 1.3    | 1.7 | 5.7  | 1.0 | 0.0 | 5.0 | 3.3 | 17.7 |
| 1996-97   | 30   | Miami Heat            | NBA  | 17 |     | 41.2 | 6.1  | 16.9 | .359 | 2.5 | 7.9 | .313 | 4.1 | 5.2 | .795 | 0.8   | 3.3    | 4.1 | 7.0  | 1.6 | 0.1 | 3.1 | 2.2 | 18.7 |
| 1997-98   | 31   | Miami Heat            | NBA  | 5  |     | 44.4 | 8.4  | 18.8 | .447 | 3.4 | 7.8 | .436 | 5.8 | 7.4 | .784 | 0.6   | 2.8    | 3.4 | 6.6  | 1.2 | 0.0 | 3.6 | 1.8 | 26.0 |
| 1998-99   | 32   | Miami Heat            | NBA  | 5  |     | 36.4 | 3.0  | 11.2 | .268 | 1.0 | 5.0 | .200 | 2.0 | 3.2 | .625 | 0.6   | 2.2    | 2.8 | 6.4  | 1.0 | 0.2 | 3.6 | 2.8 | 9.0  |
| 1999-00   | 33   | Miami Heat            | NBA  | 7  |     | 26.0 | 2.9  | 9.7  | .294 | 1.0 | 4.9 | .206 | 1.0 | 1.4 | .700 | 0.1   | 2.0    | 2.1 | 4.7  | 0.7 | 0.0 | 1.6 | 1.4 | 7.7  |
| 2000-01   | 34   | Miami Heat            | NBA  | 2  |     | 18.0 | 1.0  | 4.5  | .222 | 0.5 | 1.5 | .333 | 0.0 | 0.0 |      | 0.5   | 0.5    | 1.0 | 4.5  | 0.0 | 0.0 | 4.0 | 2.0 | 2.5  |
| 2002-03   | 36   | Indiana Pacers        | NBA  | 4  |     | 11.8 | 1.3  | 3.8  | .333 | 0.8 | 2.5 | .300 | 0.0 | 0.0 |      | 0.0   | 0.5    | 0.5 | 2.3  | 0.3 | 0.0 | 0.8 | 0.5 | 3.3  |
| Total     |      |                       | NBA  | 56 |     | 36.6 | 5.9  | 14.9 | .393 | 2.0 | 6.1 | .320 | 3.1 | 4.2 | .751 | 0.6   | 2.5    | 3.1 | 6.8  | 1.6 | 0.2 | 2.9 | 2.2 | 16.8 |

## Vida personal
Hardaway y su esposa Yolanda residen en Míchigan. Tienen un hijo, Tim Jr., y una hija, Nina. El pequeño Tim Jr., también jugador profesional, fue elegido por los New York Knicks en el draft de 2013.

## Logros y reconocimientos
- Medalla de oro en los Juegos Olímpicos de Sídney 2000.
- Elegido en el mejor quinteto de rookies en 1990.
- Elegido en el mejor quinteto de la NBA en 1997 (3 veces más en el 2.º y una en el 3.º).
- 5 veces All Star (1991–1993, 1997, 1998).
- Fue el séptimo jugador en la historia en promediar más de 20 puntos y 10 asistencias en una temporada (91/92, con 23,4 ppp y 10,0 app)
- Su dorsal #10 ha sido retirado tanto por los UTEP Miners como por Miami Heat.
- Miembro del Basketball Hall of Fame (2022).